# Lyss
Lyss é uma comuna da Suíça, localizada no Cantão de Berna, com 11.821 habitantes, de acordo com o censo de 2010 . Estende-se por uma área de 14,83 km², de densidade populacional de 1.005 hab/km². Confina com as seguintes comunas: Aarberg, Büetigen, Busswil bei Büren, Diessbach bei Büren, Grossaffoltern, Kappelen, Seedorf e Worben.
A língua oficial desta comuna é o alemão.

## Idiomas
De acordo com o censo de 2000, a maioria da população fala alemão (85,1%), sendo o italiano a segunda língua mais comum, com 3,3%, e, em terceiro lugar, o espanhol, com 2,5%.